# Stanisław Umański
Stanisław Umański (ur. 7 listopada 1886, zm. 14/15 sierpnia 1941 w Czarnym Lesie) – polski nauczyciel, porucznik rezerwy piechoty Wojska Polskiego.

## Życiorys
Urodził się 7 listopada 1886. Kształcił się w C. K. V Gimnazjum we Lwowie, gdzie w 1905 ukończył VIII i lasę i zdał z odznaczeniem egzamin dojrzałości.
Od 1909 był zastępcą nauczyciela w C. K. Gimnazjum w Żółkwi. Stamtąd 10 października 1911 w tym charakterze został przeniesiony do C. K. Gimnazjum w Przemyślu. Uczył tam języka łacińskiego i języka greckiego. W Przemyślu był aktorem amatorskiego teatru Fredreum.
Podczas I wojny światowej został zmobilizowany do służby w C. K. Armii. Według ewidencji z 1916 figurował jako podporucznik piechoty w rezerwie, mianowany z dniem 1 listopada 1914, zaś w ewidencjach z 1917 i z 1918 był wymieniony jako chorąży piechoty w rezerwie, mianowany z dniem 1 stycznia 1912. We wszystkich powyższych przypadkach był żołnierzem rezerwy 30 pułku piechoty. Podczas wojny i po niej został wzięty do niewoli i przebywał na Syberii. Tam stworzył teatr amatorski.
7 października 1921 w stopniu podporucznika powrócił wraz z grupą żołnierzy i urzędników 5 Dywizji Syberyjskiej do niepodległej już II Rzeczypospolitej, po czym trafił do obozu izolacyjnego w Dęblinie (wśród wracających był m.in. kpt. dr Ludwik Waniek). Po odzyskaniu przez Polskę niepodległości został przyjęty do Wojska Polskiego. Został awansowany na stopień porucznika rezerwy piechoty ze starszeństwem z dniem 1 czerwca 1919. W 1923, 1924 był przydzielony jako oficer rezerwowy do 40 pułku piechoty w garnizonie Lwów. W 1934 jako porucznik rezerwy był przydzielony do Oficerskiej Kadry Okręgowej nr VI jako oficer po ukończeniu 40. roku życia i pozostawał wówczas w ewidencji Powiatowej Komendy Uzupełnień Stanisławów.
W 1922 został przeniesiony z I Gimnazjum w Przemyślu do II Państwowego Gimnazjum w Stanisławowie Od tego czasu pozostawał tam etatowym nauczycielem i uczył języka łacińskiego, języka greckiego, języka polskiego. Równolegle w tym czasie nauczał też łaciny w Prywatnym Gimnazjum Żeńskim, prowadzonym przez Zgromadzenie Sióstr Urszulanek. Po odejściu dyrektora Jana Zakrzewskiego (niegdyś także zesłańca syberyjskiego) w 1931 Stanisław Uchmański został pełniącym obowiązki dyrektora II Państwowego Gimnazjum w Stanisławowie. 3 lutego 1933 został mianowany dyrektorem II Państwowego Gimnazjum im. Marszałka Józefa Piłsudskiego w Stanisławowie z ważnością od 5 marca 1933. Sprawując to stanowisko do 1939 nadał uczył w szkole greki łaciny.
Zarządzeniem prezydenta RP Ignacego Mościckiego z 19 czerwca 1938 został odznaczony Medalem Niepodległości za pracę w dziele odzyskania niepodległości.
Podczas II wojny światowej i nastaniu okupacji niemieckiej został zamordowany w dokonanej przez Niemców egzekucji w Czarnym Lesie pod Pawełczem w nocy 14/15 sierpnia 1941.